# Maafir
Maafir és una tribu del Iemen. Els maafirs són considerats part dels himyar i ocupen l'antic districte otomà de Taizziyya al Iemen, i el districte iemenita d'al-Hudjariyya o Hughatiyya (que existia vers 1970), dins de la governació de Taizz.
Ja són esmentats en una inscripció sabea preislàmica a Sirwah de vers el 500 aC. La tribu va estar sotmesa als sabeus. La ciutat de Sawwa que s'oposava als sabeus, va enviar una ambaixada al rei per sotmetre's i sembla que els habitants van actuar sota influència dels maafirs, mentre que el príncep local de Sawwa, Shamir Dhu Ruayn estava aliat als habashats, que eren enemic dels sabeus. Els territori dels maafirs fou governat pels al-Karanda amb capital a Djaba.
Els maafirs, els Dhu Ruayn, i els habashats locals van abraçar l'islam el 630. Posteriorment els maafirs van emigrar a Egipte. Un maafir fou l'encarregat de traçar el pla de la vila de Fustat. Els maafirs que van quedar al Iemen van caure sota domini dels ziyadites de Zabid al segle ix. Al segle xii el territori estava en mans dels zuràyides però el van perdre davant els màhdides. Fou conquerit més tard pels aiúbides entre 1173 i 1176. Els rassúlides que van succeir als aiúbides, van organitzar militarment el país. El 1618 un xeic dels maafirs es va revoltar contra els otomans.